# Naprawa sprzężona z transkrypcją
Naprawa sprzężona z transkrypcją (TCR, ang. Transcription-coupled repair) – mechanizm naprawy DNA sprzężony z transkrypcją. Uszkodzenie DNA może spowodować zatrzymanie pracującej polimerazy RNA. Powoduje to przyłączenie się białek XPG i CSB oraz rekrutację do kompleksu czynnika transkrypcyjnego TFIIS. Dzięki temu białka naprawcze zyskują dostęp do miejsca uszkodzenia i naprawiają uszkodzony fragment, dzięki czemu polimeraza może kontynuować pracę.
Mutacje w niektórych genach kodujących białka powodują zespół Cockayne’a.